# Achalinus nanshanensis
Achalinus nanshanensis — вид неотруйних змій родини ксенодермових (Xenodermatidae). Описаний у 2024 році.

## Назва
Вид названий на честь типового місцеположення — Національний парк Наньшань.

## Поширення
Ендемік Китаю. Відомий з трьох зразків, зібраних у національному парку Наньшань і повіті Тундао на південному заході провінції Хунань. У Наншані виявлений на висоті 1665 м, а в Тундао на висоті 300 м над рівнем моря.